# Rostaq
Rostaq é uma cidade do Afeganistão localizada na província de Takhar.